# Andrea De Mitri
Andrea De Mitri (né le 20 août 1964 à Carignan,) est un coureur cycliste italien, actif dans les années 1980 et 1990.

## Biographie
En 1988, Andrea De Mitri participe au Tour de l'Avenir avec la sélection nationale italienne. Il passe ensuite professionnel en 1990 au sein de l'équipe Selle Italia-Eurocar-Mosoca-Galli. L'année suivante, il prend part au Tour d'Italie, où il abandonne lors de la septième étape. 

## Palmarès

### Par année
- 1982
  - Giro della Castellania
- 1983
  - 1re étape du Tour de l'Empordà
- 1984
  - 2e étape du Giro della Valsesia
  - Circuito di Bornasco
- 1985
  - 3e du Circuito Guazzorese
- 1986
  - Grand Prix de la ville d'Empoli
- 1987
  - Coppa Giulio Burci
  - Corsa del Sole
- 1988
  - 2e du Grand Prix Industrie del Marmo

### Résultats sur les grands tours

#### Tour d'Italie
1 participation
- 1991 : abandon (6e étape)